# Alice Torriani
Alice Torriani (Milano, 25 marzo 1984) è un'attrice e scrittrice italiana, nota per il suo ruolo di Andreina Mandelli ne Il paradiso delle signore.

## Biografia
Dopo essersi laureata alla scuola di recitazione Paolo Grassi di Milano, ha cominciato dei tour teatrali in Italia e all'estero con registi come Romeo Castellucci e Gabriele Lavia. In seguito è stata chiamata dal regista teatrale Massimo Castri per Le tre sorelle di Anton Čechov. 
Alla fine del tour, il regista Gabriele Lavia le ha offerto un ruolo nello spettacolo Memorie dalla casa dei morti di Dostoevskij. Nello stesso anno Alice inizia a lavorare al progetto europeo "Prospero", sotto la guida del regista lettone Alvis Hermanis. Insieme, hanno portato The Young Ladies of Wilko, il primo lavoro di Hermanis con attori italiani, sui palchi italiani ed europei.
In seguito all'esperienza dello spettacolo russo si dirige a Mosca per le riprese del film Dieci inverni (2010), per la regia di Valerio Mieli che le valse il David di Donatello per il miglior debutto e un Nastro d'argento al Festival del Cinema di Venezia. Successivamente è nel cast di È nata una star? (2012) e Dad di Marco Maccaferri. Tra il 2009 e il 2013 lavora per vari spettacoli televisivi e nel 2013-2014 va sul palcoscenico del Piccolo Teatro di Milano per l'opera Visita al padre di Carmelo Rifici. Nel 2014 con Romeo Castellucci è nel cast di The Four Season Restaurant, eseguito a Filadelfia e con Luca Zingaretti è nel cast de Il commissario Montalbano, nell'episodio Una voce della notte.
Nel 2015 lavora con Francesco Miccichè e Fabio Bonifacci in Loro chi?. Per tre stagioni, dal 2015 al 2019, prende parte alla serie televisiva Il paradiso delle signore, trasmessa su Rai 1, e interpreta Andreina Mandelli. Nel 2016 ha preso parte alla fiction sempre di Rai 1 Un passo dal cielo. Nel 2023 è nella serie TV di Canale 5 Anima gemella, 8 episodi per la regia di Francesco Miccichè, e ne Il patriarca di Claudio Amendola.

## Filmografia

### Cinema
- Dieci inverni, regia di Valerio Mieli (2010)
- Alice, regia di Oreste Crisostomi (2010)
- Amore 14, regia di Federico Moccia (2011)
- È nata una star?, regia di Lucio Pellegrini (2012)
- Tutto parla di te, regia di Alina Marazzi (2012)
- Loro chi?, regia di Francesco Miccichè e Fabio Bonifacci (2015)
- La città senza notte, regia di Alessandra Pescetta (2015)
- D.A.D., regia di Marco Maccaferri (2016)
- Lessons of Love, regia di Chiara Campara (2019)

### Televisione
- R.I.S. Roma - Delitti imperfetti – serie TV, 9 episodi (2010)
- R.I.S. Roma 2 - Delitti imperfetti – serie TV, 3 episodi (2011)
- Il commissario Montalbano – serie TV (2014)
- Le mani dentro la città – serie TV (2014)
- Una grande famiglia 3 – serie TV (2015)
- Il paradiso delle signore – serie TV (2015, 2017-2019)
- Tutto può succedere – serie TV (2015)
- Un passo dal cielo – serie TV (2016)
- Ransom – serie TV (2019)
- I delitti del BarLume – serie TV (2020)
- Il patriarca – serie TV, 15 episodi (2023-2024)
- Anima gemella – miniserie TV, 8 episodi (2023)

## Teatro
- Tre sorelle, di Anton Čechov, regia di Massimo Castri, Teatro di Roma (2007-2008)
- L'uomo, la bestia e la virtù, di Luigi Pirandello, regia di Antonio Mingarelli, AMAT Teatro (2008)
- Memorie dal sottosuolo, adattamento e regia di Gabriele Lavia, Teatro di Roma (2008-2009)
- Un ballo, progetto di Thea Dellavalle e Irene Petris, regia di Thea Dellavalle, ERT Emilia Romagna Teatro (2008)
- Le signorine di Wilko, adattamento e regia di Alvis Hermanis, ERT Emilia Romagna Teatro (2010-2012)
- Visita al padre, di Roland Shimmelpfennig, regia di Carmelo Rifici, Piccolo Teatro di Milano (2013)
- The four season restaurant, regia di Romeo Castellucci, Socìetas Raffaello Sanzio (2014)
- Il cambio di cavalli, di Franca Valeri, regia di Giuseppe Marini, Società per attori (2014-2015)
- Giudizio, possibilità, essere, regia di Romeo Castellucci, Socìetas Raffaello Sanzio (2018)
- Stripped, di Stephen Clark, regia di Erika Z. Galli e Martina Ruggeri, produzione Industria Indipendente, TREND Nuove Frontiere della scena britannica (2019)
- Commedia con schianto, testo e regia di Liv Ferracchiati, Teatro Stabile dell'Umbria (2019)
- Ultima Latet, testo e regia di Franco Visioli, compagnia Stabile Mobile, Biennale di Venezia (2020)
- Change le monde, trouve la guerre, di Fabrice Murgia, regia di Thea Dellavalle, Teatro Stabile di Genova (2021)
- Voglio soltanto le ossa, testo e regia di Giacomo Garaffoni, ERT Emilia Romagna Teatro (2022)
- Romeo e Giulietta, di William Shakespeare, regia di Mario Martone, Piccolo Teatro di Milano (2023)

## Opere
La sua prima opera, L'altra sete, è stata pubblicata da Fandango Libri nel 2015. Nel 2016 il libro è stato scelto per rappresentare l'Italia al Festival Européen du Premier Roman in Germania. Nel 2018 pubblica Una vita a posto.